# Округ Кошице III
Округ Кошице III (слч. Okres Košice III) округ је у Кошичком крају, у Словачкој Републици. Административно средиште округа је град Кошице.

## Географија
Налази се у централном дијелу Кошичког краја.
Граничи:
- на истоку је Округ Кошице-околина,
- западно Округ Кошице I,
- јужно Округ Кошице IV.

Клима је умјерено континентална.

## Становништво
| Година:    | 1994.  | 2004.   | 2014.   | 2024.   |
| ---------- | ------ | ------- | ------- | ------- |
| Број људи: | 31 979 | 30 349  | 29 414  | 27 336  |
| Разлика:   |        | -5,09 % | -3,08 % | -7,06 % |

| Година:    | 2023.  | 2024.   |
| ---------- | ------ | ------- |
| Број људи: | 27 551 | 27 336  |
| Разлика:   |        | -0,78 % |

Према подацима о броју становника из 2011. године округ је имао 30.004 становника. Словаци чине 81,89% становништва.
| Етнички састав (2011)‍ | Етнички састав (2011)‍ | Етнички састав (2011)‍ | Етнички састав (2011)‍ | Етнички састав (2011)‍ |
| --------------------- | --------------------- | --------------------- | --------------------- | --------------------- |
|                       |                       |                       |                       |                       |
| Словаци               | Словаци               |                       | 0                     | 81,89%                |
| Мађари                | Мађари                |                       | 0                     | 2,27%                 |
| Роми                  | Роми                  |                       | 0                     | 1,05%                 |
| Рутени                | Рутени                |                       | 0                     | 0,65%                 |
| Чеси                  | Чеси                  |                       | 0                     | 0,49%                 |
| остали, непознато     | остали, непознато     |                       | 0                     | 13,65%                |

## Насеља
У округу се налази два градска насеља. То су Дарговских хрдинов и Кошицка Нова Вес.